# HD 2039
HD 2039 ist ein Stern der Spektralklasse G im Sternbild Phönix. Die scheinbare Helligkeit des Sternes beträgt 9 mag, somit ist das Objekt nur mit Teleskopen auszumachen. Die Entfernung des Sternes von der Sonne beträgt etwa 300 Lichtjahre. Um HD 2039 wurde ein spektroskopischer Begleiter entdeckt, bei dem es sich um einen Exoplaneten handeln könnte.

## Begleiter
Hauptartikel: HD 2039 b
Im Rahmen des AAPS-Programms (Anglo-Australian Planet Search) wurde ein spektroskopischer Begleiter von HD 2039 entdeckt, der die systematische Bezeichnung HD 2039 b erhielt.